# Bottegone (Firenze)

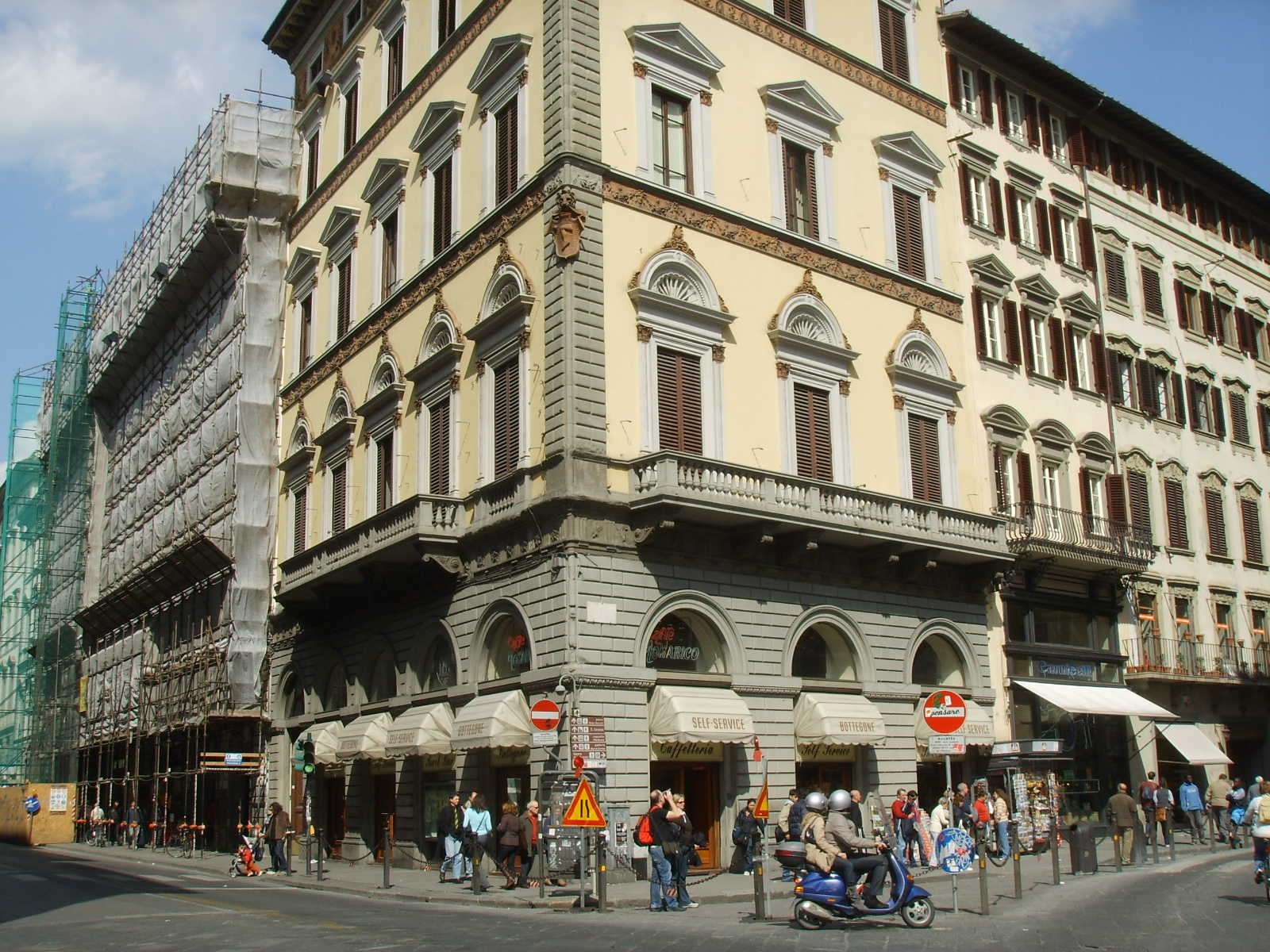
Bottegone.

Bottegone era il nome di un grande bar-pasticceria di Firenze, realizzato da Giuseppe Carobbi  e situato su due piani di un immobile di piazza del Duomo, e vicino alle zone più nevralgiche della città data la vicinanza di alcuni teatri storici fiorentini quali il Niccolini e il Nuovo. La sua posizione all'angolo di via de' Martelli con piazza del Duomo dal lato della cattedrale di Santa Maria del Fiore, ha permesso che fosse un punto di riferimento per letterati e artisti presenti in città come Gabriele D'Annunzio, il quale fu cliente del locale durante il suo soggiorno a villa La Capponcina (Settignano) tra la fine del XIX sec. e l’inizio del XX secolo.
Inoltre il locale ebbe, proprio in questo periodo storico, il suo momento di massima gloria quando divenne uno dei luoghi classici di appuntamento e ritrovo per i fiorentini, anche per il fatto che chiudeva a tarda ora.
Nel 1962 la gestione del locale passò alla Motta ed esso perse molte delle caratteristiche che ne avevano decretato la fortuna, venendo presto disertato dai fiorentini.